# Harriet Quimby
Harriet Quimby (11. maj 1875 – 1. juli 1912) var den første kvindelige pilot, der krydsede Den Engelske Kanal. I 1911 blev hun den første kvinde i USA, der tog et flyvecertifikat, og under et år senere krydsede hun som den første kvinde Den engelske Kanal i fly. Efter tre måneder, den 1. juli 1912, lavede Harriet sin sidste flyvning på Harvard-Boston Aviation Meet, hvor hun mødtes med en tragisk ulykke. Hun fløj i Bleriot med William Willard, da pludselig flyet gik ind i et næse dykke. Willard blev kastet fra sit sæde, hvorefter flyet vendte sig om og kastede Harriet ud. Både Quimby og Willard faldt og døde i Dorchester Harbor. Ironisk nok landede flyet med lidt skade.  

## Liv og karriere
Harriet blev født i Arcadia, Michigan den 1. maj 1875. Det siges, at hendes forældre, William og Ursula var velhavende og uddannede hende i Amerika. Hendes eneste søskende var hendes ældre søster Kittie, mens der var andre før dem, der døde på grund af forskellige sygdomme. I begyndelsen af 1900'erne flyttede Harriet og hendes familie til San Francisco, Californien, og i 1902 tog hun et job som forfatter til den dramatiske anmeldelse. Det følgende år flyttede hun til New York City, hvor hun begyndte at skrive til Leslie's Illustrated Weekly, og mere end 250 af sine artikler blev udgivet i løbet af 9 år. Hendes artikler spænder fra husstandstips ("Home and the Household") til rådgivning for kvinder om måder at finde arbejde på, budgetere deres indkomst, leve forsigtigt på en beskeden indkomst i en sikker lejlighed og måder at reparere deres biler selv.
Harriet havde altid drømt om at blive journalist, men hendes planer ændrede sig efter at hun deltog i Belmont Park International Aviation Tournament på Long Island, New York i 1910. Der mødte hun Matilde Moisant og hendes bror John (en kendt amerikansk luftfartsselskab og operatør af en flyveskole i Mineola), som primært var ansvarlig for at udvikle sin interesse for luftfart.
Sammen med sin ven Matilde lærte Harriet at flyve på en skole i Hempstead, New York, og blev den første amerikanske kvinde for at tjene pilotens certifikat. Matilde fulgte snart og blev nationens næstcertificerede kvindelige pilot. Snart efter at Harriet modtog sin pilotlicens, sluttede hun sig til Moisant International Aviators, et udstillingshold. Med Moisant-gruppen rejste hun til Mexico og blev den første kvinde til at flyve over Mexico City.
I 1912 lånte Harriet en 50-hestekræfter Bleriot-monoplane fra Louis Bleriot og begyndte forberedelserne til en engelsk kanalflyvning. Hendes konsulent, Gustav Hamel, usikker på en kvindes evne til at gøre en sådan flyvning, tilbød at klæde sig i sin lilla flyvende jakkesæt og gøre flyvningen til hende. Hun nægtede og den 16. april 1912 fløj hun fra Dover, England, til Hardelot, Frankrig (ca. 25 miles syd for Calais). Hun lavede et ret navn og vendte tilbage til USA.